# Filozofia nowożytna

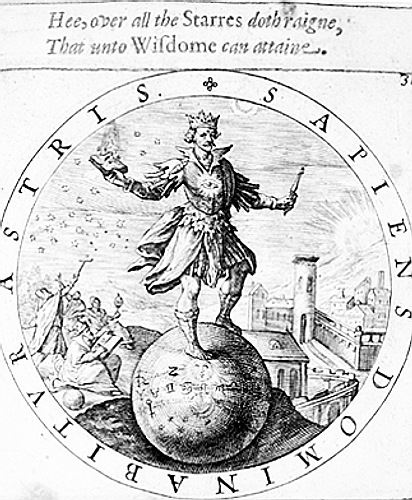
Emblemat mądrości, George Wither (1635)

Filozofia nowożytna – okres w zachodniej filozofii – od renesansu aż do współczesności.

## Ramy chronologiczne
Ramy chronologiczne filozofii nowożytnej zależą przede wszystkim od przyjętego znaczenia terminu nowożytność. Podstawowy podział na trzy epoki został przeprowadzony przez Wilhelma Gottlieba Tennemanna, który wyróżnił:
- filozofię starożytną, obejmujący filozofię starożytnej Grecji i Rzymu,
- filozofię średniowieczną,
- filozofię nowożytną.

W tym ujęciu renesans jest epoką przejściową między średniowieczem a nowożytnością. Właściwa nowożytność rozpoczyna się wraz z dziełami „wielkich filozofów” XVII w. (Kartezjusz, Hobbes, Leibniz). Podział trójdzielny – jako zbyt schematyczny i ogólny – był wielokrotnie krytykowany, nadal jest jednak luźno stosowany w wielu pracach .
Odmienna konwencja chronologiczna przyjęta jest w wielu pracach polskich historyków filozofii (również w tym artykule). Wyróżnia się w nich:
- filozofię starożytną,
- filozofię średniowieczną,
- filozofię nowożytną,
- filozofię współczesną.

Filozofia nowożytna obejmuje częściowo renesans (jako epokę przejściową), XVII i XVIII oraz początek XIX wieku (datą graniczną jest często śmierć Hegla w 1831). W ramach tak rozumianej filozofii nowożytnej wyróżnia się renesans, wczesną nowożytność, oświecenie, okres idealistyczny (lub romantyczny). Niekiedy idealizm niemiecki traktuje się jako nurt przejściowy między nowożytnością a współczesnością.
Rozróżnienie epoki nowożytnej i współczesnej w filozofii ma często charakter umowny, a XIX wiek jest często zaliczany do epoki nowożytnej. Dopiero w XX wieku filozofia zmieniła się zasadniczo i wielu filozofów w tym okresie upatruje końca epoki nowożytnej. Przemiany w sposobie uprawiania filozofii znalazły swój wyraz w dwóch zjawiskach: w zwrocie lingwistycznym z początku XX wieku i w postmodernizmie z końca tego wieku. Zwrot lingwistyczny (początek XX wieku) był zmianą dominującego paradygmatu w filozofii z mentalistycznego (kładącego nacisk na poznający podmiot i formy wiedzy) na język. Z kolei postmodernizm (ponowoczesność) był wyrazem narastającego kryzysu w kulturze i filozofii, który był interpretowany jako wyczerpania się nowożytnych (ew. oświeceniowych) form myślenia czy rozczarowania ich wynikami. Ponowoczesność jako formacja intelektualna miała oznaczać porzucenie czy zwątpienie w możliwość istnienia nowożytnych wartości takich jak obiektywna wiedza (i możliwość jej osiągnięcia przez naukę), uniwersalne wartości czy postęp. Jako niedawne zjawisko postmodernizm jest nadal przedmiotem gorących dyskusji. Niektórzy postrzegają go jako koniec epoki nowożytnej i związanej z nią mentalności. Dla innych jest to kolejny jej przejaw.

## Społeczny kontekst filozofii
W nowożytności zmienił się również społeczny kontekst uprawiania filozofii. Filozofowie przestali być w większości ludźmi duchownymi (choć nadal było ich wielu, m.in. Gassendi, Malebranche, Berkeley). Już w renesansie pojawia się postać świeckiego myśliciela, humanisty, niebojącego się rzucić wyzwania Kościołowi. Nadal jednak filozofowie są chrześcijanami, starającymi się uzgodnić chrześcijańskie objawienia z refleksją teoretyczną. Tylko jeden istotny filozof wczesnonowożytny, Baruch Spinoza, nie był chrześcijaninem, lecz ekskomunikowanym przez własną wspólnotę żydem. W oświeceniu dystans między filozofią a religią się poszerza – rozpowszechnia się deizm i pojawia jawny ateizm.
Filozofowie nowożytni wywodzili się z różnych klas społecznych i wykonywali wiele zawodów. Zdecydowana większość z nich to mężczyźni, choć pojawiają się też istotne filozofki: Margaret Cavendish, Émilie du Châtelet czy Elżbieta księżniczka czeska. Wraz z końcem dominacji duchownych na znaczeniu straciły również uniwersytety. Pierwszymi znaczącymi filozofami tej epoki, którzy sprawowali posady profesorów, byli Wolff i Kant. Niektórzy filozofowie to prywatni nauczyciele (Hobbes), inni natomiast unikali posad związanych z zawodowym nauczaniem, aby nie ograniczano ich swobody myślenia. Z tego powodu Spinoza odmówił posady na Uniwersytecie w Heidelbergu i zarabiał, szlifując soczewki. Kartezjusz i Shaftesbury żyli z własnego majątku. Wielu filozofów zbliżało się do dworu czy pełniło funkcje publiczne (np. dyplomatów). Renesans wytworzył ideał władcy-humanisty, oczytanego w pracach klasyków i wspierającego rozwój kultury. Przykładem może być Florencja, gdzie powstała zorganizowana przez Kosmę Medyceusza Akademia Florencka, a swoje adresowane do władców traktaty pisał Niccolò Machiavelli. Doradcami i nauczycielami władców byli Kartezjusz czy Thomas Hobbes. Szczyt znaczenia politycznego filozofia osiągnęła w oświeceniu, gdy wzorcem ustrojowym stał się absolutyzm oświecony, a władca miał ucieleśniać oświeceniowy rozum i postęp. Najbardziej reprezentatywną postacią tej epoki jest Voltaire, pozostający z wieloma władcami w zażyłych stosunkach.

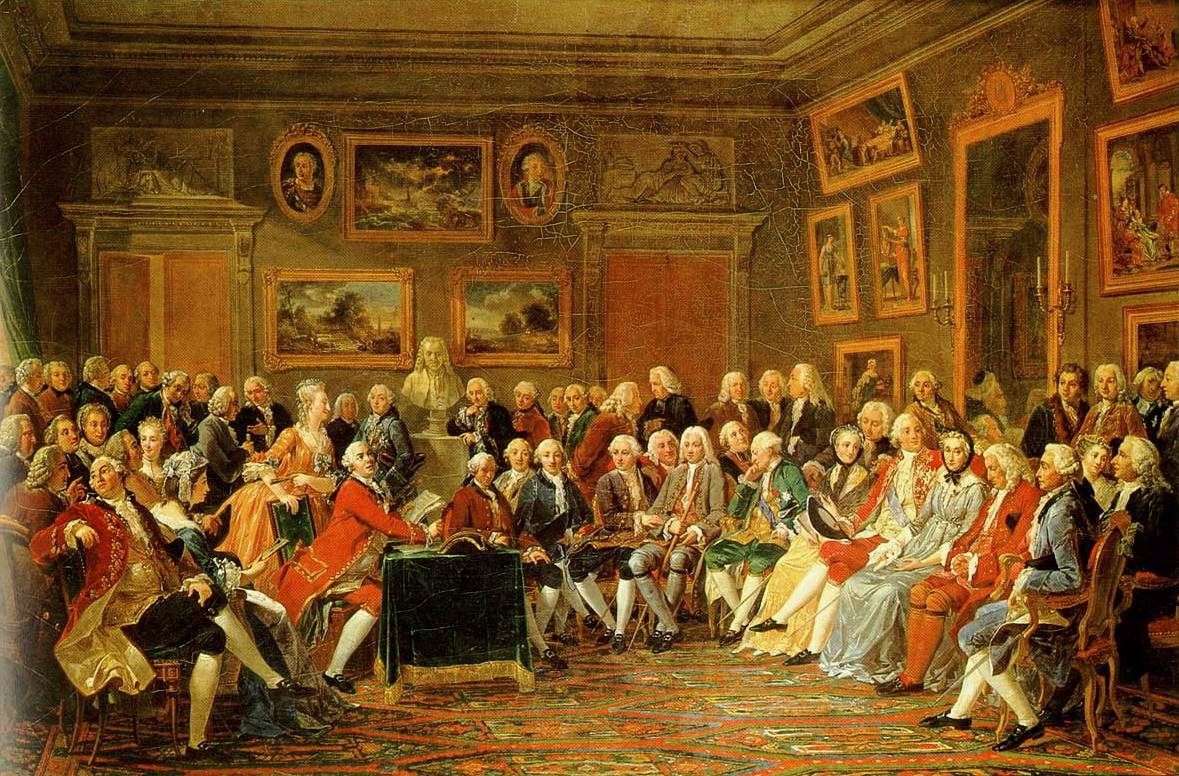
Czytanie tragedii Voltaire’a w salonie Madame Geoffrin. Przysłuchuja się m.in. Rousseau, Monteskiusz, Helvétius, Denis Diderot, Condillac (Anicet-Charles-Gabriel Lemonnier, 1812).

Filozofów było stosunkowo niewielu, co umożliwiało ich osobiste kontakty i prowadzenie korespondencji. Filozofowie nawzajem czytali, komentowali i krytykowali swoje prace, co czasami prowadziło do wydawania nowych, poprawionych edycji ich dzieł. Korespondencja stała się tak intensywna, że zaczęto mówić o rzeczypospolitej uczonych, ponadnarodowej wspólnocie łączonej wspólnym celem wymiany wiedzy. W oświeceniu ukształtowały się salony literackie, będące miejscami spotkań wyższych sfer mających aspiracje intelektualne czy kulturalne. Wygłaszano na nich odczyty i organizowano dyskusje. Były to miejsca swobodnej i uprzejmej konwersacji, w której aktywny udział brały również kobiety (prowadzące zresztą najbardziej znane salony). Salony były szczególnie ważnym miejscem dla konsolidacji francuskiego środowiska filozoficznego z kręgu Encyklopedii.
W epoce nowożytnej ukształtowały się też nowe gatunki literatury filozoficznej. Średniowieczne formy takie jak komentarze, questiones czy sumy zostają zastąpione przez formy nowożytne: rozprawa, traktat, esej, a w dalszej kolejności system filozoficzny. W oświeceniu pojawiły się też specyficzne dla epoki, lżejsze formy, takie jak powiastka filozoficzna.

## Charakterystyka filozofii nowożytnej
W XVI wieku doszło do załamania się różnych porządków społecznych, przemian w systemie wartości i obrazie świata. Reformacja zachwiała porządkiem religijnym, w całej Europie rozgorzały wojny i spory polityczne. Dokonano nowych odkryć naukowych i geograficznych. Upowszechnienie druku pozwoliło na bardziej intensywną wymianę myśli wśród szerokiego audytorium. Stopniowo rozwijał się kapitalizm i związane z nim mieszczaństwo.
Również filozofia była obszarem burzliwych sporów i przemian. Zasadniczą cechą filozofii nowożytnej jest dość wyraźne zerwanie z dotychczasową tradycją, zwrócenie się ku przyszłości i poszukiwanie nowych dróg rozwoju. Zarówno chrześcijaństwo, jak i filozofia starożytna przestały być stopniowo uznawane za wzorzec i granicę możliwości myśli ludzkiej. Zaczęto szukać nowych podstaw refleksji, niezapośredniczonych przez tradycję czy autorytet. Coraz bardziej zmniejszał się autorytet Kościoła, a coraz większe znaczenie miała nauka. Czy to poprzez refleksję, czy doświadczenie filozofowie starali się samodzielnie dojść do wiedzy filozoficznej.

### Wiedza i poznanie
Kartezjusz nazywany jest często ojcem filozofii nowożytnej. Jego działalność wydatnie przyczyniła się do porzucenia dawnych metod filozofowania, zarówno charakterystycznych dla filozofii średniowiecznej, jak i renesansowego platonizmu. Przejście to określa się czasem zmiany paradygmatu filozofii – z paradygmatu ontologicznego na mentalistyczny.
O ile filozofia nastawiona ontologicznie zajmowała się przedmiotem i jego istnieniem, to filozofia mentalistyczna postawiła pod znakiem zapytania możliwość prawdziwego poznania. Filozofia taka wskazywała, że zanim można określić, jaki jest byt, należy najpierw określić, czy prawdziwe poznanie jest możliwe i jakie są jego warunki. Zasadniczym jej pytaniem jest „co można poznać?”, „co można wiedzieć?”. Stąd też – zamiast ontologii – w paradygmacie mentalistycznym zaczęto uprzywilejowywać epistemologię. Rozwinęła się filozofia umysłu badająca procesy myślowe i stany świadomości. Metodyczne wątpienie było nie tylko punktem wyjścia, ale jedną z podstawowych metod testowania prawdziwości sądów. Kartezjusz, a za nim inni filozofowie, dążył wpierw do rozstrzygnięcia zasadniczych kwestii epistemologicznych (jakiego rodzaju wiedza jest wiedzą pewną), a dopiero w dalszej kolejności do stawiania tez ontologicznych. Paradygmat epistemologiczny pozostanie dominujący aż do zwrotu lingwistycznego w XX wieku.
Nowożytny przełom w filozofii rozpoczął się od poszukiwania nowej metody, nie tylko rozważań filozoficznych, ale dochodzenia do jakiejkolwiek wiedzy pewnej. W epoce odrodzenia główny spór toczył się wówczas między zwolennikami metodologii Arystotelesa (wyłożonej w pismach wchodzących w zakres Organonu), takimi jak Jacopo Zabarella czy Agostino Nifo, a jej krytykami (takimi jak Piotr Ramus), odwołującymi się do tradycji rzymskiej retoryki (szczególnie Cycerona i Kwintyliana). Z grona tych drugich wywodzi się Francis Bacon. Bacon dążył do wypracowania nowej metody badawczej, która pozwoli rozszerzać obszar ludzkiej wiedzy. W jego projekcie, inspirowanym studiami nad prawem i retoryką, filozofia przyrody miała stać się dyscypliną nastawioną na osiąganie praktycznych rezultatów. Ujmowana też była przez Bacona w kategoriach psychologicznych, przez co jego projekt metodologiczny polegać miał w dużej mierze na usuwaniu psychologicznych przeszkód dochodzenia do wiedzy (błędów, czyli idoli umysłu). Rezultatem tych rozważań była nowatorska metoda, oparta na obserwacjach empirycznych i rozumowaniach indukcyjnych.
Inny nurt krytyki Arystotelesa, reprezentowany np. przez Galileusza, szukał podstaw wiedzy w matematyce. Zakładając matematyczność świata, przyjmował wyjaśnianie zjawisk fizycznych w kategoriach ilościowych (a nie jakościowych).
Kluczową postacią w przełomie epistemologicznym był Kartezjusz. Zakładał on, że możliwe jest oparcie całości wiedzy ludzkiej na pewnym niepowątpiewalnym fundamencie. Tylko w ten sposób możliwe jest jego zdaniem odparcie argumentów sceptycyzmu co do możliwości uzyskania wiedzy pewnej. Stanowisko takie określane jest jako fundacjonalizm. Swoje słynne rozumowanie przedstawił (pierwotnie w języku francuskim) w Rozprawie o metodzie (1637). Wychodząc z zasadniczego zwątpienia o wszystkim, co nazywane bywa poznaniem, dochodzi Kartezjusz do stwierdzenia, iż jedynie uświadomienie sobie zwątpienia jest bezwzględnie pewne. Wątpienie jest aktem myśli. Fakt myślenia jest zdaniem Kartezjusza oczywisty i dany w sposób prosty i bezpośredni. Jest ideą jasną i wyraźną, a tym samym nie wymaga dalszego uzasadniania.
Kartezjusz położył podwaliny pod jedno z dwóch zasadniczych stanowisk epistemologicznych epoki nowożytnej - racjonalizm. Racjonalizm uznawał prymat rozumu i rozumowań a priori w zdobywaniu wiedzy. Obok Kartezjusza, jego najbardziej znanymi wyrazicielami byli Spinoza i Leibniz. Drugi z tych nurtów, empiryzm, wiązany jest z takimi nazwiskami jak Locke, Hume i Berkeley. Wskazywali oni, że źródłem wiedzy jest doświadczenie (np. wrażenia zmysłowe). Spór między racjonalizmem i empiryzmem toczył się na wielu polach (również w ramach innych dyscyplin filozoficznych). Spierano się m.in. czy istnieją idee wrodzone umysłowi (natywizm), czy też jest on czystą kartą zapisywaną przez doświadczenie, a także o to jakie są podstawy metodologiczne nauki (dedukcyjne, oparte na rozumie, na wzór matematyki, czy indukcyjne, oparte na danych empirycznych, obserwacji i eksperymencie).

### Człowiek i Bóg
Nowożytność przyniosła ze sobą zasadniczo odmienne poglądy na miejsce człowieka i rolę Boga.

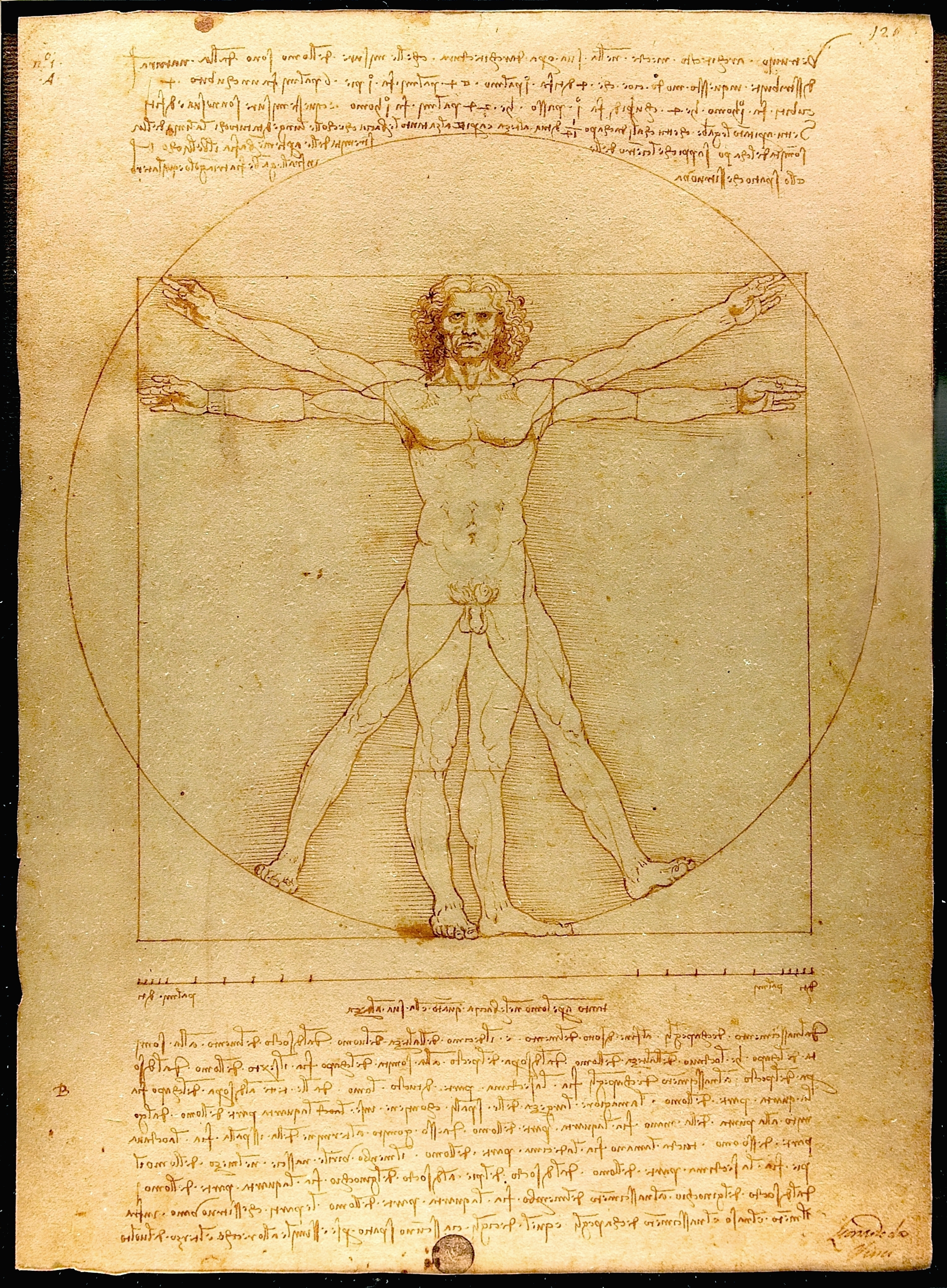
Człowiek witruwiański (ok. 1492) Leonarda da Vinci może być symbolem renesansowego antropocentryzmu.

Jedną z cech charakterystycznych renesansowego humanizmu był jego antropocentryzm. Humanizm stawiał jednostkę w centrum zainteresowania, kładąc podstawy pod nowożytny indywidualizm. Zaczęto też zwracać uwagę na godność i wolność jednostek. Antropocentryzm zaznaczył się również w przemianach religijnych. Jego nadejście zapowiadał późnośredniowieczny ruch devotio moderna, kładący nacisk na indywidualne podejście do wiary. W XVI wieku bezpośredni kontakt człowieka z Bogiem lub z Pismem Świętym oraz rozwój indywidualnego życia duchowego stały się jedną z głównych tez protestantyzmu, ale miały swój wyraz również w katolicyzmie (np. u Ignacego Loyoli).
Myśliciele wczesnonowożytni starali się pogodzić rosnącą rolę człowieka i wciąż powszechnie uznawaną wiarę chrześcijańską. W epistemologii Kartezjusza to ludzkie myślące cogito staje się podstawą pewności wiedzy i to wokół ludzkiego rozumu i umysłu zaczyna się skupiać filozofia.
U George’a Berkeleya świat zewnętrzny został sprowadzony do zmysłowych reprezentacji w umyśle, którymi gwarantem jest Bóg. Oprócz więc jednostki (jej umysłu) i Boga – cały świat traci swoją substancjalność. W oświeceniu Bóg traci swoje naczelne miejsce na rzecz człowieka. Wiara w potęgę i rolę rozumu człowieka stała się jedną z naczelnych idei oświecenia. Jej naczelnym wyrazem jest filozofia Immanuela Kanta. W swojej Krytyce czystego rozumu dokonuje on, jak sam to określa, „przewrotu kopernikańskiego”. Przed nim poznanie ludzkie opierało się na przeciwstawieniu obiektywnego przedmiotu, poznawanego przez ludzki podmiot. Jak jednak wskazuje Kant, to struktury ludzkiego umysłu są warunkiem wstępnym poznania i poznający podmiot nie ma dostępu do rzeczywistości poza nimi (do rzeczy samej w sobie). Tak jak Mikołaj Kopernik postawił w centrum Słońce zamiast Ziemi, tak Kant – w miejsce zewnętrznej rzeczywistości – postawił poznający podmiot, który kształtuje tę rzeczywistość.
Już jednak we wczesnej nowożytności zaczął postępować inny proces, naturalizacji człowieka. Wraz z rozwojem nauk człowiek zaczął być postrzegany jako integralna część natury. U Kartezjusza cały świat, łącznie z ludzkim ciałem, jest deterministycznym mechanizmem. Jedynie dusza jest substancjalnie różna i wyróżnia człowieka, pozwalając mu wyrwać się z determinizmu. W oświeceniu mechanicyzm się radykalizuje, znajdując wyraz m.in. w Człowieku-maszynie Julien Offray de La Mettrie.
We wczesnej nowożytności Bóg nadal pełni ważną rolę w filozofii. W filozofii Kartezjusza to on ustalił prawa ruchu materii i utrzymywał je w działaniu. Dzięki Bogu umysł ludzki ma możliwość pewnego poznania rzeczywistości materialnej. Bóg pełni też rolę gwaranta istnienia i funkcjonowania świata w koncepcjach okazjonalistów  czy George’a Berkeleya.
Powszechnie uznaje się Isaaca Newtona za autora czysto mechanicystycznej koncepcji funkcjonowania Wszechświata jako „wielkiego zegara”, który oprócz początkowego nastawienia nie potrzebuje ingerencji Boga. Pogląd ten jednak jest błędny, jako że Newton był znacznie mniej radykalny, przyznając ważne miejsce chrześcijańskiemu Bogu. Dopiero w XVIII wieku niektórzy naukowcy i filozofowie ostatecznie zerwali z ideą Boga i uznali, że własności duchowe (m.in. dusza) nie istnieją. Zaczął upowszechniać się deizm, uznający wiarę w „istotę wyższą”, lecz odrzucający religie. W oświeceniu materializm spowodował po raz pierwszy wyraźne i publiczne odrzucenia istnienia Boga (ateizm). Pierwszym otwartym ateistą był Jean Meslier. W ślad za nim poszli inni myśliciele, tacy jak Paul d'Holbach i Jacques-André Naigeon.

### Filozofia polityczna i etyka

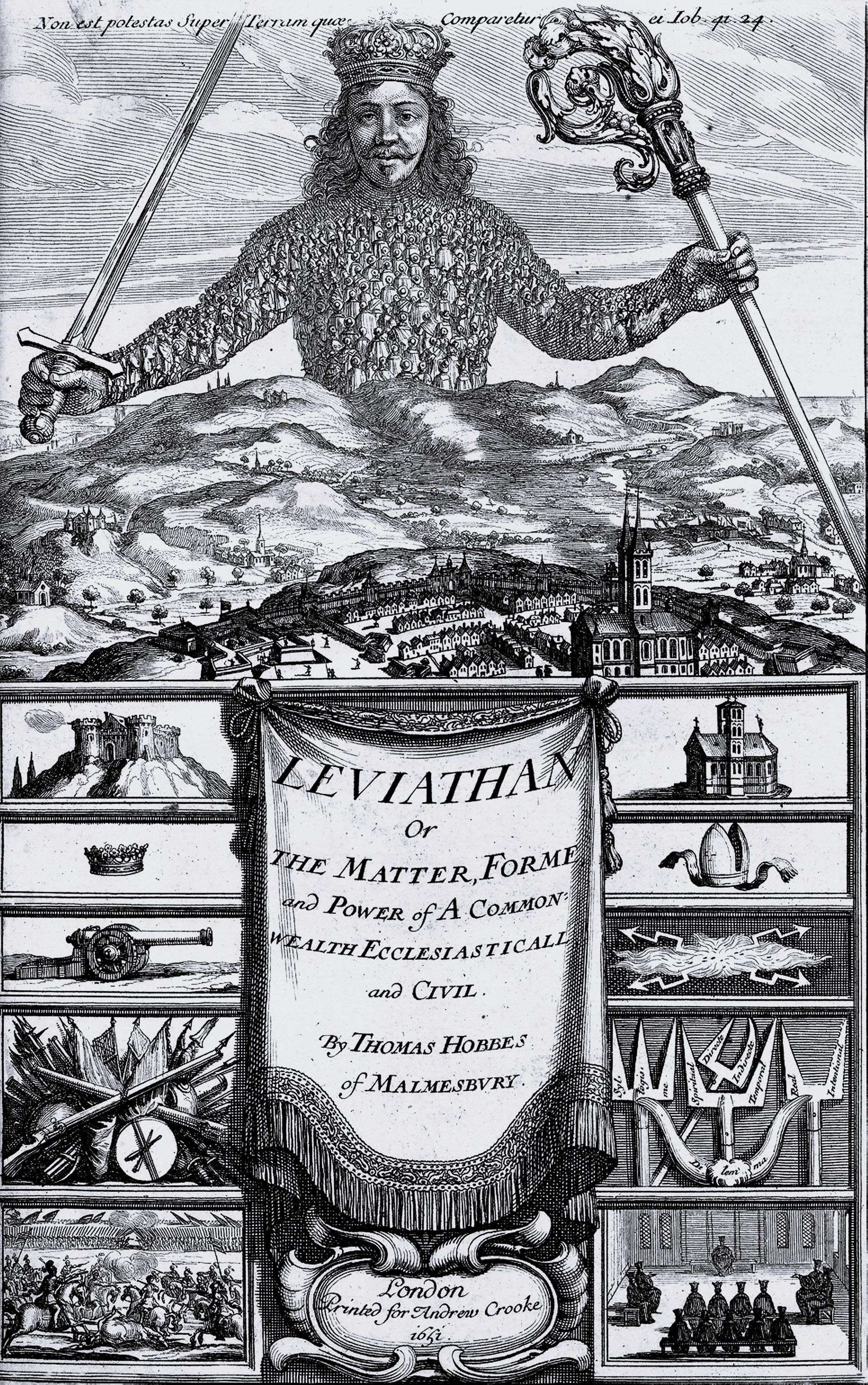
Karta tytułowa Lewiatana Thomasa Hobbesa (1651)

Nowe propozycje polityczne wynikały w dużej mierze ze zmieniających się warunków społeczno-politycznych. Początek nowożytności to epoka burzliwego rozpadu dawnego świata. Reformacja i późniejsza kontrreformacja rozbiły jedność religijną Europy Zachodniej i stały się źródłem krwawych wojen religijnych. Zaogniły się również spory polityczne, a mapa polityczna Europy była dzielona na nowo. Osłabieniu uległy ponadnarodowe jednostki polityczne w rodzaju Cesarstwa Rzymskiego czy papiestwa, poszczególne państwa ulegały konsolidacji, opierając się na zasadzie suwerenności. Nowe odkrycia geograficzne, rozszerzanie władzy poza terytorium europejskie i kontakt z odmiennymi kulturami podważyły wiele ugruntowanych przekonań na temat ludzkiej natury. Społeczeństwo i gospodarka pozostały przez większość tego okresu feudalne, stopniowo jednak zaczęły się kształtować podstawy gospodarki kapitalistycznej i związana z nimi nowa klasa – mieszczaństwo. Wszystkie te wydarzenia zrodziły potrzebę odnowionej refleksji etycznej oraz poszukiwania nowych wzorców organizacji społeczeństw czy legitymizacji władzy. Momentem przełomowym tych przemian była rewolucja francuska, która nie tylko doprowadziła do radykalnej zmiany instytucjonalnej, lecz również położyła podwaliny pod współczesny podział sceny politycznej (np. na lewicę i prawicę czy na liberalizm, konserwatyzm i lewicę) z kulminacją w rewolucji francuskiej.
Nowożytna filozofia polityczna bierze swój początek w renesansie, a jej przełomowymi pracami są Książę Niccolò Machiavellego (1513) i Utopia Thomasa Moore’a (1516). Były to prace zasadniczo odmienne od siebie, wyznaczające pewne pole refleksji filozoficznej w nadchodzącej epoce. Książę jest przetworzeniem średniowiecznego gatunku zwierciadeł – porad dla władców. Odchodzi jednak od moralistyki, nakazując oprzeć politykę na racjonalnej kalkulacji opartej o obiektywne interesy, którymi są utrzymanie władzy i dobro państwa. Naczelnym przykazaniem władcy jest prowadzić politykę skuteczną, która ma zapewnić ład i porządek w królestwie. Władców, którzy kierują się jedynie normami moralnymi, czeka klęska, a co za nią idzie, ich poddanych spotka nieszczęście. Machiavelli w swojej pracy kontynuuje tradycję realizmu politycznego, ustanawiając jednocześnie autonomię państwa i sfery politycznej. Choć często Książę był odczytywany jako apologia władzy autorytarnej, interpretacja ta nie jest jednoznaczna, tym bardziej że Machiavelli jest autorem również Rozważań nad pierwszym dziesięcioksięgiem historii Rzymu Tytusa Liwiusza – pracy wychwalającej wartości republikańskie. Z kolei Utopia Morusa opisuje idealny ustrój, który można określić jako „demokratyczny komunizm”. Stała się ona wzorcem dla innych utworów tego gatunku (np. Miasta Słońca Tommaso Campanelli), które, będąc krytyką istniejącej rzeczywistości społeczno-politycznej, starały się opisać rozumny i idealny porządek instytucji.
We wczesnej nowożytności główny spór toczył się na temat pochodzenia i legitymizacji władzy. Obok wciąż obecnych i popularnych koncepcji, wywodzących władzę od Boga, na znaczeniu zyskiwały koncepcje kontraktualistyczne, opierające władzę na umowie społecznej, a więc wywodzące ją z ludu. Koncepcje poszczególnych autorów znacząco różniły pod względem konstrukcji i konsekwencji politycznych. Spierano się, m.in. o naturę człowieka, stan natury (czyli stan przed-społeczny, niekoniecznie pojmowany jako epoka historyczna) czy o sposoby reprezentacji politycznej. Thomas Hobbes, wychodząc z założenia o złej naturze ludzkiej i stanie natury jako stanie permanentnej wojny wszystkich ze wszystkimi, opisywał umowę społeczną jako zrzeczenie się władzy przez jednostki na rzecz władcy w zamian za zagwarantowanie bezpieczeństwa. Filozofia Hobbesa traktowana często była jako uzasadnienie absolutyzmu. Z kolei John Locke widział ludzi jako z natury dobrych, zawierających umowę społeczną w celu polepszenia swojej sytuacji. Locke, kładąc nacisk na indywidualizm i podstawowe prawa i wolności obywatelskie, stał się jednym z twórców liberalizmu. Z kolei Jean-Jacques Rousseau oceniał zarówno naturę ludzką, jak i stan natury jako dobre, uznając jednak proces uspołecznienia i cywilizacji za degenerację. Ideałem Rousseau była niewielka wspólnota polityczna, oparta na cnocie i równości obywateli. Koncepcje polityczne Rousseau stały się niezwykle popularne w oświeceniowej Francji, kładąc się u podstaw nowożytnego demokratyzmu i republikanizmu.
Koncepcja pewnych naturalnych – przyrodzonych i niezbywalnych – praw podmiotowych zyskała na popularności w oświeceniu, stając się częścią programu antyfeudalnych ruchów politycznych. Prawa i wolności obywatelskie zostały zapisane w Konstytucji Stanów Zjednoczonych i ogłoszone przez rewolucjonistów francuskich w deklaracji praw człowieka i obywatela.
Już pod koniec średniowiecza zaczął się rozpadać średniowieczny porządek międzynarodowy, oparty na uniwersalizmach cesarskim i papieskim. Stopniowo wykształcała się społeczność międzynarodowa, oparta na odmiennych niż dotychczas zasadach. Przedstawiciel XVI-wiecznej scholastyki, jezuita Francisco Suarez, odnowił doktrynę wojny sprawiedliwej, którą w kolejnym stuleciu rozwinął Hugo Grocjusz, kładąc podwaliny pod nowożytne prawo międzynarodowe.

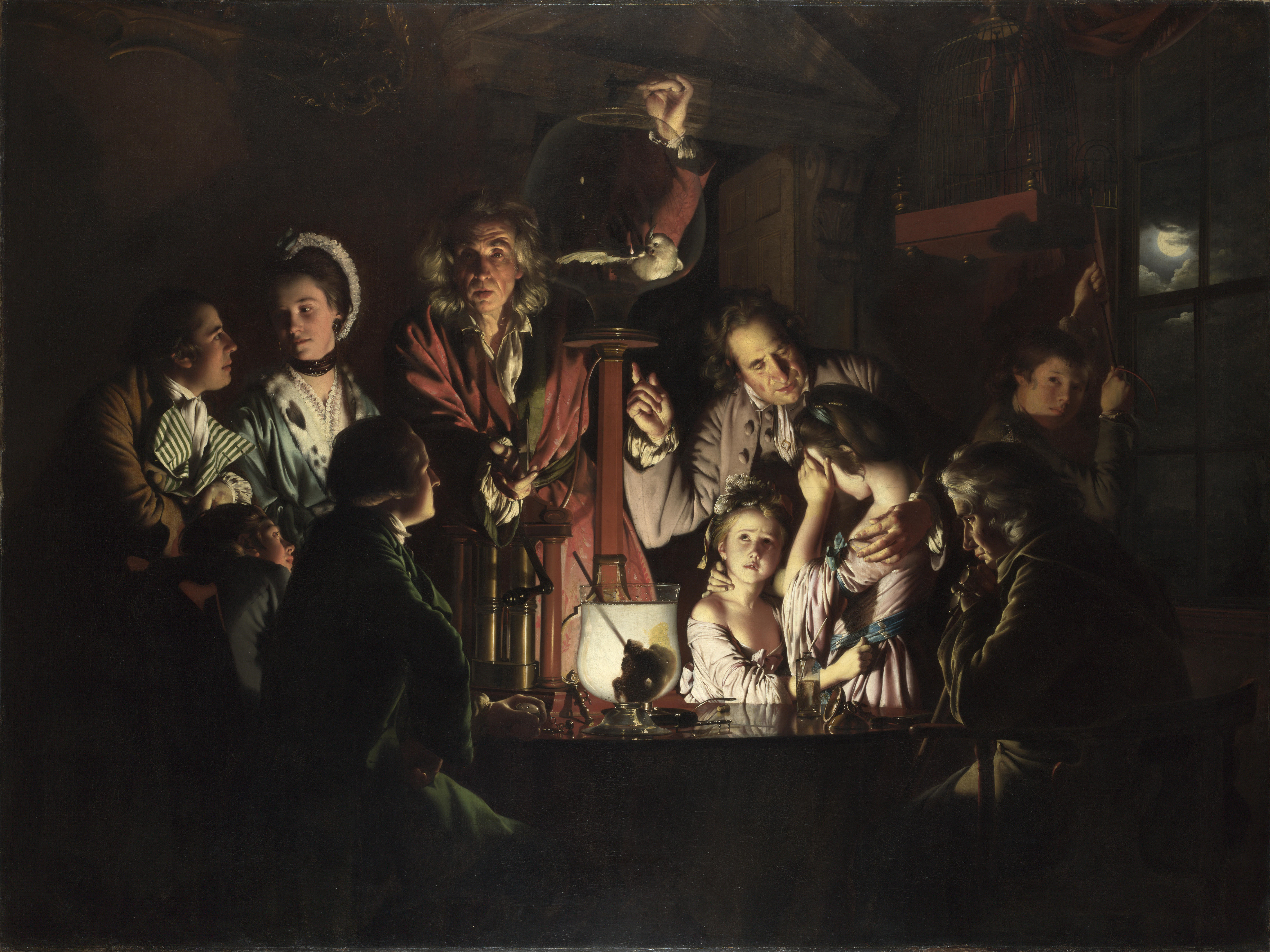
Oświecenie głosiło program popularyzacji nauki i walki z zabobonem (Eksperyment na ptaku w pompie powietrznej, Joseph Wright of Derby, 1768)

Rozwój nauk i techniki oraz wszechobecne przemiany społeczne stały się źródłem rozpowszechnionej wiary w postęp społeczny. Jeszcze w renesansie był to pogląd odosobniony, gdyż humaniści widzieli w starożytności wzorzec i źródło wszelkich ideałów. Dość szybko jednak naukowcy i filozofowie wykroczyli poza antyczny horyzont intelektualny. Wiara w zachodzący postęp rozpowszechnia się we wczesnej nowożytności, by w oświeceniu, jako teoria postępu, stać się jednym z zasadniczych rysów epoki. Postęp oznaczać miał nie tylko coraz doskonalszą wiedzę o naturze i sposobach z niej korzystania, ale przede wszystkim dotyczył człowieka (postęp moralny) i instytucji publicznych (projektowane idealne instytucje prawne czy polityczne). Głosy podważające tę wiarę (m.in. Jean-Jacques Rousseau) były rzadkie i wiara w postęp była charakterystyczną cechą filozofii aż do połowy wieku XIX.
Luteranizm i kalwinizm stworzyły nowe podstawy chrześcijańskiej etyki, zrywając z katolickim arystotelizmem (tomizmem). Człowiek w ich nauczaniu był istotą upadłą, z upadku podnieść go mogły jedynie wiara i łaska, a nie moralna zasługa w postaci np. dobrych uczynków. Nauczanie moralne protestantów nie było początkowo pogłębione i na jego gruncie nie stworzono większych systemów etycznych. Również katolicka teologia moralna uległa przekształceniu, gdy pod postacią kontrreformacji starała się przeciwdziałać religiom reformowanym. Rozwinęła się moralna kazuistyka (szczególnie w okresie 1550–1650), mistycyzm czy surowa dewocja. Te nowe formy duchowości wytworzyły charakterystyczny dla epoki baroku klimat duchowy i intelektualny. Stopniowo zaczęły powstawać również świeckie koncepcje etyczne, niezwiązane z denominacjami religijnymi, autorstwa Barucha Spinozy, Davida Hume’a czy Immanuela Kanta.

## Filozofia renesansu
Mimo że wielu filozofów renesansowych postrzegało swoją działalność jako radykalny przełom intelektualny, współcześni badacze nie podzielają tej oceny. Wskazują oni, że powolny przełom w filozofii rozpoczął się już wcześniej, a renesans nadal był epoką przejściową. W szczególności renesans oznaczał zwrócenie się ku starożytności jako pewnemu ideałowi. Zasadnicza zmiana dokonała się dopiero w XVII wieku.
Głównymi nurtami filozoficznymi renesansu były humanizm renesansowy, arystotelizm i platonizm. Cechą charakterystyczną humanizmu było zafascynowanie kulturą starożytnej Grecji i Rzymu oraz antropocentryzm. Humanizm renesansowy ożywił studia klasycznej łaciny i greki, co spowodowało odnowę naukowej i filozoficznej myśli starożytnej, a także klasycznej poezji i sztuki.
Równie popularny był arystotelizm. Był on podstawową ramą teoretyczną dyskusji filozoficznych i źródłem wpływów. Arystotelizm miał mocną pozycję na uniwersytetach, a także w Kościele katolickim.
Odrodzenie zainteresowania Platonem i jego kontynuatorami było częścią powrotu humanistów do zainteresowania kulturą starożytną. Głównym ośrodkiem renesansowego platonizmu była Florencja. Tam powstała w 1462 r. Akademia Florencka, mająca odradzać tradycję Akademii Platońskiej.
Również różne nurty filozofii hellenistycznej, takie jak stoicyzm, sceptycyzm i do pewnego stopnia epikureizm spotkały się z rosnącym zainteresowaniem. Wielkie znaczenie miały też okultyzm, alchemia i kabała, zgłębiane przez wielu filozofów.
Najbardziej znanymi filozofami renesansu byli: Giovanni Pico della Mirandola, Michel de Montaigne, Erazm z Rotterdamu, Marsilio Ficino, Francis Bacon, Giordano Bruno czy Niccolò Machiavelli.

## Filozofia wczesnej nowożytności
Renesans był epoką przejściową. Właściwy początek filozofii nowożytnej nastał w XVII wieku, wraz z publikacjami prac „wielkich filozofów”, takich jak René Descartes, Baruch Spinoza, Thomas Hobbes czy Gottfried Wilhelm Leibniz. Odrzucili oni dawniejsze autorytety (zarówno religijne, jak i starożytne), poszukując zupełnie nowych podstaw do ugruntowania wiedzy i nie bojąc się samodzielnej refleksji. Zerwanie z dotychczasowymi kanonami myślenia zaowocowało nowymi nurtami i polami badawczymi. Filozofia wczesnonowożytna odpowiada okresowi baroku w historii kultury.
Głównym sporem epoki był spór między racjonalistami (do których zalicza się m.in. Kartezjusza, Spinozę czy Leibniza) a empirystami (Locke, Hume, Berkeley). Okresem kulminacyjnym, a zarazem przejściem do kolejnej epoki jest filozofia krytyczna Kanta. Wskazuje się nieraz, że Kartezjusz i Kant są dwoma centralnymi postaciami filozofii nowożytnej. Ten pierwszy otwiera nową tematykę badawczą, ostatecznie porzucając tradycję arystotelejską. Kant na nowo spaja obraz świata rozbity przez Kartezjusza i łączy różne formy ludzkiego poznania w spójny system.
Charakterystyczną cechą tej epoki było położenie decydującego nacisku na epistemologię. Obok tematyki epistemologicznej, wczesna nowożytność uznawana jest za epokę, w której nauki ścisłe i przyrodnicze osiągnęły samodzielności i oddzieliły się od filozofii. Najwybitniejsi filozofowie wczesnonowożytni (Kartezjusz, Leibniz, Hobbes, Gassendi, Pascal) byli jednocześnie wybitnymi naukowcami. Dziełem przełomowym była opublikowana w 1687 r. praca Philosophiae naturalis principia mathematica (Matematyczne zasady filozofii przyrody) Isaaca Newtona, która postawiła wyraźne kryterium demarkacji między nową nauką a filozofią, w oparciu o metodę badawczą.

## Filozofia oświecenia

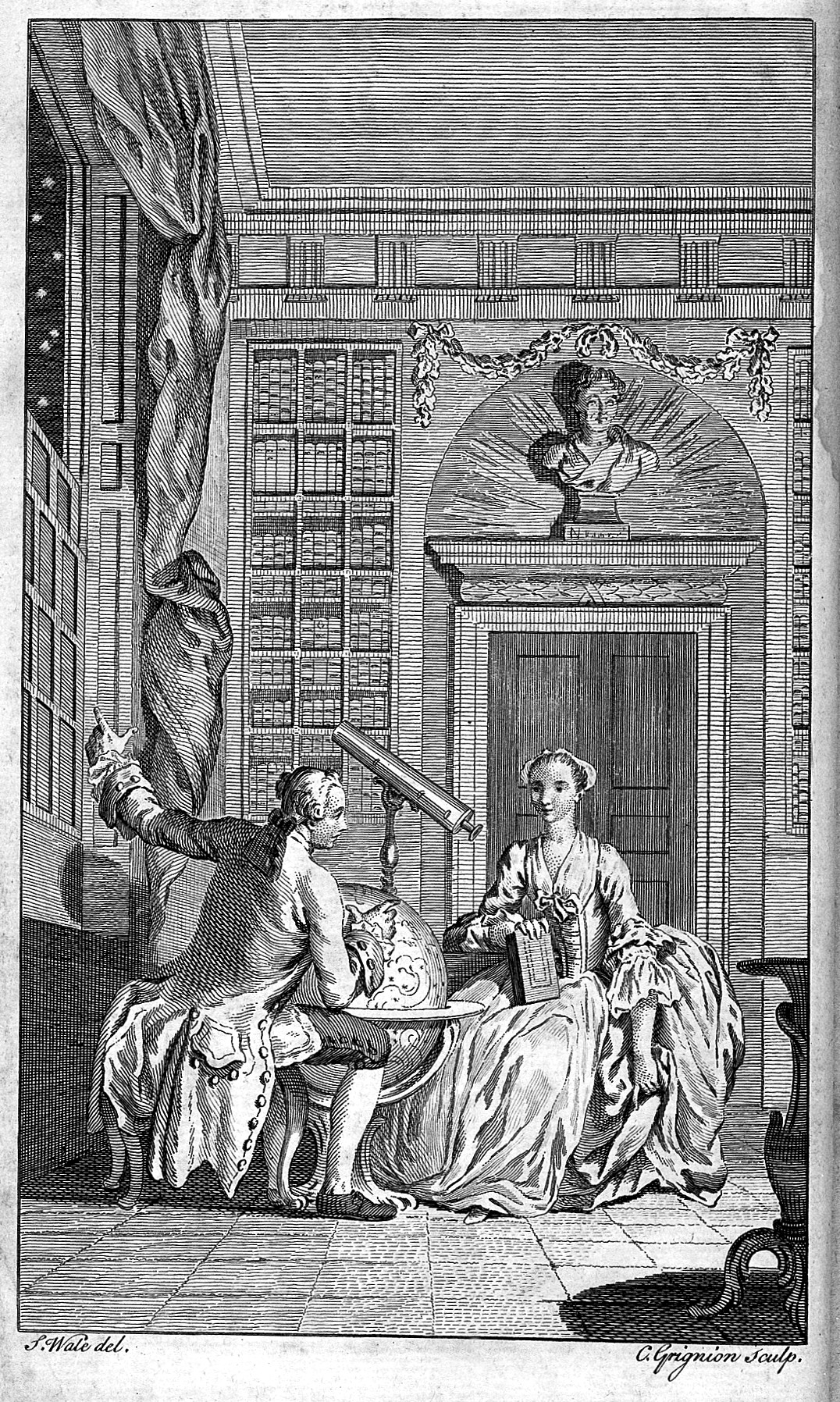
W oświeceniu filozofia stała się popularnym tematem rozmów (1759)

Oświecenie było szerokim ruchem nie tylko filozoficznym, ale również kulturowym, społecznym i politycznym, który odcisnął swoje piętno na całej zachodniej cywilizacji. Można wyróżnić trzy zasadnicze ośrodki filozoficzne: francuski (Voltaire, Denis Diderot, Jean le Rond d’Alembert, Monteskiusz), szkocki (Francis Hutcheson, David Hume, Adam Smith, Thomas Reid) i niemiecki (die Aufklärung – Christian Wolff, Moses Mendelssohn, Gotthold Ephraim Lessing, Immanuel Kant).
Motywem przewodnim epoki był kult rozumu i dążenie do osiągnięcia największej rozumności. Drugim motywem było pragnienie wyzwalania umysłu z różnego rodzaju błędów i uprzedzeń. Obwiniano siebie o skrępowanie swego umysłu więzami ciemnoty, nietolerancji i fanatyzmu chrześcijaństwa. Przodowała w tym filozofia francuska, której najbardziej rozpoznawalnym przedstawicielem był Voltaire. Nurt ten cechował optymizm co do doskonalenia ludzkości i idea postępu.
Oświeceniowi filozofowie byli pod ogromnym wrażeniem rozwoju nauk przyrodniczych. Nauka miała być motorem postępu społecznego, zwalczając zabobon i przesądy i przyczyniając się do stworzenia nowych, bardziej egalitarnych form życia społecznego. Częścią tego miało być zrzucenie dawnych autorytetów: arystokracji, Kościoła i Arystotelesa. Najbardziej znanym projektem tego typu była Encyclopédie. Szczególny rozkwit filozofii przyrody (i radykalizacja jej stanowisk) nastąpił w przedrewolucyjnej Francji, gdzie rozwinął się radykalny materializm powiązany z ateizmem.
Nie wszyscy filozofowie podzielali jednak fascynację rozwojem cywilizacji, co stało się źródłem innego nurtu pragnącego powrotu do natury i idealizującego stan natury. Czołowym reprezentantem tego nurtu był przede wszystkim Jean-Jacques Rousseau, sceptyczny wobec idei postępu. Rousseau wskazywał na ograniczenia rozumu i wagę uczuć, stając się źródłem prekursorem sentymentalizmu i romantyzmu.